# Síndrome de Ackerman
El síndrome de Ackerman se caracteriza por raíces molares fusionadas con un solo canal (taurodonismo) y forma piramidal y taurodontismo, labio superior sin un arco de Cupido, surco nasolabial grueso y ancho, y de vez en cuando, glaucoma juvenil.
También puede referirse a dermatitis granulomatosa intersticial.